# خوزه دی لئو
خوزه دی لئو (انگلیسی: José Di Leo؛ زادهٔ ۲ ژانویهٔ ۱۹۶۱) بازیکن فوتبال اهل آرژانتین است.
از باشگاه‌هایی که در آن بازی کرده‌است می‌توان به باشگاه فوتبال روساریو سنترال اشاره کرد.